# AKB48 光榮時刻
《AKB48 光榮時刻》（日語：DOCUMENTARY of AKB48 The time has come 少女たちは、今、その背中に何を想う?），是一部2014年7月4日在日本首映的紀錄電影。該片是以2013至14年一年半間對女子偶像團體AKB48的團員進行貼身跟拍所攝的影片，經過剪輯編排之後所作成之紀錄片，也是一系列以AKB48為主角的紀錄片作品中的第四部。

## 工作人員
- 導演：
- 企劃：秋元康
- 監製：窪田康志（AKS）、大田圭二（東寶）、秋元伸介（秋元康事務所）、北川謙二（NORTH RIVER）、吉田哲彦（NHK ENTERPRISES）
- 製作人：古澤佳寛、磯野久美子（秋元康事務所）、松村匠（AKS）、牧野彰宏（AKS）、關山幹人
- 製片：篠田学（秋元康事務所）、橋本淳司
- 音樂：大坪弘人、world's end girlfriend
- 主題歌：「愛の存在」AKB48
- 攝影：、角田真一、木村太郎
- 錄音：久連石由文
- 編審：
- 製作：AKS、東宝、Y&N、Brothers、NORTH RIVER、NHK ENTERPRISES
- 出品：東寶映像事業部

## 簡介
2013、2014總選舉後台內幕獨家公開，以被譽為「AKB48的招牌」的大島優子選擇畢業，她在最終告別時落下的眼淚代表什麼含意呢？AKB48集團面臨前所未有的分叉路。優子以震撼的表演和徹底的親民路線殺出AKB48第二章的一條血路，其他少女們看著她的背影有何想法？接下來該往哪走作為主軸。

## 主題曲
電影主題曲《愛の存在》（愛的存在）是一首為了此片特別錄製的新曲，負責演唱的是17名選拔自AKB48與其姊妹團體的成員，參與成員的詳細選拔名單如下：
- Team A：入山杏奈、川榮李奈、小嶋陽菜、島崎遙香、高橋南
- Team K：北原里英、横山由依
- Team B：柏木由紀、渡邊麻友
- Team 4：木崎由里亞、峯岸南
- SKE48 Team S / AKB48 Team K：松井珠理奈
- SKE48 Team E：須田亞香里
- SKE48 Team E / 乃木坂46：松井玲奈
- NMB48 Team N / AKB48 Team K：山本彩
- HKT48 Team H：指原莉乃
- SNH48 Team SII / SKE48 Team S：宮澤佐江

## DVD版本
DISC1
DOCUMENTARY of AKB48 The time has come 少女たちは、今、その背中に何を想う？」劇場公開版本編
- 【DVD】劇場公開版本編120分／片面2層／16：9LB ビスタサイズ／音声：1. 日本語5.1chドルビーデジタル
- 【Blu-ray】劇場公開版本編120分／2層 (BD50GB) ／ビスタサイズ／音声：1. 日本語5.1ch ドルビーTrueHD

DISC2
「Documentary of AKB48 AtoZ 2014」ディレクターズカット
2014年7月5日・7月12日にで放送された特集番組。未放送カットを加えたパッケージ限定収録のディレクターズカット版である。
- 特報
- 本予告編
- 新予告編（2パターン）
- 主題歌「愛の存在」ドキュメンタリー版ミュージック・ビデオ
- 前夜祭舞台挨拶
  - 登壇メンバー - 渡辺麻友、柏木由紀、島崎遥香、小嶋陽菜、高橋みなみ、横山由依、北原里英、木﨑ゆりあ、加藤玲奈、岡田奈々、倉持明日香、西野未姫、向井地美音
- 【DVD】分数未定／片面2層／16：9LB ビスタサイズ／音声：日本語2.0chドルビーデジタル（予告編は除く）
- 【Blu-ray】分数未定／2層(BD50GB )／ビスタサイズ／日本語2.0chリニアPCM（予告編は除く）

DISC3（※コンプリートDVD BOX・Blu-ray BOXのみ収録）
「DOCUMENTARY of AKB48 The time has come 少女たちは、今、その背中に何を想う？」ディレクターズカット(導演剪輯版本)
- 【DVD】導演剪輯版本版本編　167分／片面2層／16：9LB ビスタサイズ／音声：1 日本語5.1chドルビーデジタル
- 【Blu-ray】導演剪輯版本版本編　167分／2層（BD50GB）／16：9／音声：1 日本語5.1chドルビーTrueHD

## 海外播映
《AKB48 光榮時刻》一片在日本本土上映約半個月後的7月25日，在台灣的部分電影院線上映。

## 外部連結
- 紀錄電影官方網站（页面存档备份，存于）
- YouTube上的《AKB48 光榮時刻》中文預告片（台灣發行商官方頻道）（繁體中文）